# 1552
| 1552               |
| ------------------ |
| Dødsfald - Fødsler |
|                    |

| Gregoriansk kalender | 1552 MDLII              |
| Ab urbe condita      | 2305                    |
| Armensk kalender     | 1001 ԹՎ ՌԱ              |
| Kinesiske kalender   | 4248 – 4249 辛亥 – 壬子 |
| Etiopisk kalender    | 1544 – 1545             |
| Jødisk kalender      | 5312 – 5313             |
| Hindukalendere       |                         |
| - Vikram Samvat      | 1607 – 1608             |
| - Shaka Samvat       | 1474 – 1475             |
| - Kali Yuga          | 4653 – 4654             |
| Iransk kalender      | 930 – 931               |
| Islamisk kalender    | 959 – 960               |

Konge i Danmark: Christian 3. 1534-1559
Se også 1552 (tal)

## Begivenheder
- Oktober - Kasan-khanatet ophører, da russiske tropper under zar Ivan 4. af Rusland indtager Kasan og brænder byen ned.

## Født
- 18. juli – Rudolf 2. (Tysk-romerske rige)
- 7. oktober Sir Walter Raleigh, britisk opdagelsesrejsende, digter og statsmand, fødes. Han dør i 29. oktober 1618.

## Dødsfald
- 2. december – Francisco Xavier, spansk jesuitisk missionær